# 프레드 더스트
윌리엄 프레더릭 더스트 (William Frederick Durst, 1970년 8월 20일 ~ )는 림프 비즈킷의 리드 보컬이다.

## 출연 작품

### 영화
- 2024년 Y2K - 프레드 더스트 역 (본인)